# Finlaysons palats
Finlaysons palats är en byggnad i Wilhelm von Nottbecks park i Tammerfors. Palatset uppfördes 1899 av Alexander von Nottbeck efter ritningar av stadsarkitekten Lambert Pettersson.
Fram till 1970-talet fungerade palatset som Finlaysons verkställande direktörs residens. Numera används palatset som restaurang och festlokal.